# 高柳町
高柳町（たかやなぎまち）は、新潟県刈羽郡にあった町。柏崎市への通勤率は17.5%（平成12年国勢調査）。2005年5月1日に西山町とともに柏崎市へ編入合併したため消滅した。
編入合併から2015年4月30日まで、旧高柳町の区域には高柳町（たかやなぎちょう）という名の地域自治区が設置されていた。

## 地理
典型的な中山間地域の性格を持つ。全域が特別豪雪地帯に指定されている。
- 山: 黒姫山
- 河川: 鯖石川
- 湖沼:

### 隣接していた自治体
- 2005年4月30日現在 柏崎市、長岡市、十日町市、上越市
- 2004年12月31日現在 柏崎市、小国町、川西町、松代町、大島村

## 歴史

### 沿革
- 1889年4月1日 - 町村制施行に伴い刈羽郡岡田村, 岡野町村, 高尾村, 漆島村, 荻ノ島村, 門出村, 栃ヶ原村, 山中村, 石黒村が成立。
- 1901年11月1日 - 岡田村, 岡野町村, 高尾村, 漆島村, 荻ノ島村, 門出村, 栃ヶ原村, 山中村が合併して高柳村となる。
- 1955年4月1日 - 石黒村を編入。
- 1955年11月3日 - 町制施行して高柳町となる。
- 2005年5月1日 - 西山町とともに柏崎市へ編入され、柏崎市高柳町となる。

## 行政
- 樋口昭一郎（1991年4月30日から）

## 経済

### 産業
- 主な産業
- 産業人口

## 教育
- 高柳中学校（閉校）
- 高柳小学校（閉校）
- 門出小学校（閉校）

## 交通

### 鉄道路線
町域には鉄道路線はない。安田駅、柏崎駅、十日町駅、まつだい駅などが最寄となる。過去に柏崎市から高柳町を経て十日町市までを結ぶ刈羽鉄道の建設が計画されたこともあった。

### 道路
高速道路
なし
一般国道
- 国道252号
- 国道353号

都道府県道
- 主要地方道
  - 新潟県道12号松代高柳線
  - 新潟県道13号上越安塚柏崎線
  - 新潟県道56号小千谷大沢線
  - 新潟県道78号大潟高柳線

道の駅
- じょんのびの里高柳

## 名所・旧跡・観光スポット・祭事・催事
1990年代以降は「じょんのび村」をはじめとしたグリーンツーリズムが盛ん。
- 新潟県立こども自然王国
- 荻ノ島かやぶき環状集落
- 門出かやぶきの里 - 1991年（平成3年）営業開始[2]
- 貞観園
- 棚田
- 鯖石川ダム
- 高柳町温泉保養センター「月湯女荘」 - 昭和50年代に完成[2]
- 狐の夜祭り
- 雪まつり「YOU・悠・遊」

## 出身有名人
- 矢代隆義（第86代警視総監）
- 村山久良女(明治期の女性俳人)